# Autour du lac
 (juillet 2025).
Pour plus de détails, voir Fiche technique et Distribution.
Autour du lac est un court métrage d'animation belge réalisé par Carl Roosens et Noémie Marsily, sorti en 2013.
Il remporte lors du festival d'Annecy 2013 le prix Canal+ aide à la création.

## Synopsis
Une description succincte et en musique de toute la vie et l'animation qui se passe autour d'un lac.

## Fiche technique
- Titre : Autour du lac
- Réalisation : Carl Roosens et Noémie Marsily
- Scénario : Carl Roosens et Noémie Marsily
- Musique : Emmanuel Coenen, Pascal Matthey, Cédric Manche et Carl Roosens
- Pays d'origine :  Belgique
- Durée : 5 minutes
- Date de sortie : 
  -  France : 10 juin 2013

## Récompenses et distinctions
Lors de l'édition 2013 du festival international du film d'animation d'Annecy, le film reçoit le prix Canal+ aide à la création.